# Aneirin Hughes
Aneirin Hughes (ur. 8 maja 1958 r. w Aberystwyth) – brytyjski aktor.

## Filmografia[1]
- A Mind to Kill (serial) jako Frank Greening / Josh Parfitt (1994-2004 r.)
- Pobol y Cwm (serial) jako Moc / Rhydian (1994-2012 r.)
- Drovers' Gold (serial) jako Daniel (1997 r.)
- Cameleon jako Delme Davies (1997 r.)
- Soft Sand, Blue Sea jako Tom (1998 r.)
- Killer Net (serial) jako D.C. Nathan (1998 r.)
- Sztuka latania (The Theory of Flight) jako Doctor (1998 r.)
- Szpital Holby City (Holby City, serial) jako Sir Fraser Anderson / Mary (2002-2011 r.)
- Family Affairs (serial) jako DI Patrick Grenham (2004 r.)
- Lekarze (Doctors, serial) jako Alun Clay (2006 r.)
- Judge John Deed (serial) jako Neil Haughton (2005-2007 r.)
- Young Dracula (serial) jako Graham (2006-2008 r.)
- Cwcw jako John / Morgan (2008 r.)
- EastEnders (serial) jako Andy Jones (2009-2016 r.)
- Pen Talar (serial) jako John Lewis (2010 r.)
- Alys (serial) jako Toms (2011-2012 r.)
- Y Syrcas jako Tomos (2013 r.)
- Hinterland (serial) jako Brian Prosser (2013-2016 r.)
- Just Jim jako Dad (2015 r.)
- Under Milk Wood jako Organ Morgan (2015 r.)
- Zaczęło się w środę (Keeping Faith, serial) jako Tom Howells (2017-2020 r.)
- 15 Days (serial) jako Richard (2019 r.)
- Cyswllt (Lifelines, serial) jako Dewi (2020 r.)